# 保罗·梅拉尔斯
保罗·梅拉尔斯爵士（英語：Sir Paul Anthony Mellars，1939年9月29日—2022年5月7日）是一位英国考古学家，牛津大学教授，英國國家學術院院士和伦敦文物学会会士，专攻史前時代的人類演化。